# Boxe pieds-poings

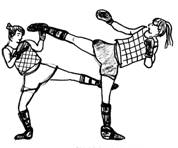
Frauen, die im Kampfstil Lethwei oder Muay Thai kämpfen.

Der Sammelbegriff Boxe pieds-poings (Boxen mit Füßen und Fäusten) bezeichnet im Französischen eine Reihe von Kampfsportarten, die mit Boxhandschuhen in einem Ring (oder auf einer Matte) ausgeübt werden. Sie gehören zur Kategorie des Sportboxens. Die Boxer benutzen, je nach Regelwerk, eine Reihe von Kampftechniken. Dazu gehören verschiedene Tritt-, Schlag- und Wurftechniken. 
Zu den bekanntesten Kampfsportarten im genannten Sinne gehören: 
- die Amerikanerdisziplinen (amerikanisch Boxen) unter drei Hauptformen: 
  - Vollkontakt ohne Tritte unter die Taille,
  - Kickboxen mit Roundhouse-Kick in den Schenkeln oder amerikanisch Kickboxen,
  - und Semikontakt oder Kämpfe in den Punkten (point fighting), eine Klasse des Karate mit Handschuhen und Pantoffeln in Schaum,
- Französisches Boxen (Savate), auch Savate-Boxe Française genannt,
- japanisch Kickboxen: Kickboxen mit direkten Knietritten, Roundhouse-Kick in den Schenkeln (low kick), und mit wenigen Ringkämpfenfängen,
- zwei Arten des Boxens, bei denen fast alles erlaubt ist: Lethwei (birmanisches Boxen) und Muay Thai (Thaiboxen).